# Solna kommun
59°21′N 18°00′Ø / 59.350°N 18.000°Ø
Solna kommune er en kommune i Stockholms län i landskapet Uppland i Sverige. Navnet kommer af det ældre Solnø, eller Soløen. Solna er en del af Storstockholm, og kommunen grænser til Stockholm, Sundbyberg, Sollentuna og Danderyds kommun.
I kommunen ligger de kongelige slotte Haga og Ulriksdal.

## Bydele
Solna er inddelt i følgende bydele:
- Järva, 2.752 indbyggere
- Ulriksdals slottspark, 156 indbyggere
- Bergshamra, 7.731 indbyggere
- Haga, 63 indbyggere
- Huvudsta, 13.888 indbyggere
- Hagalund, 8.215 indbyggere
- Råsunda, 15.980 indbyggere
- Skytteholm, 6.878 indbyggere
- Karolinska institutet/Karolinska sygehuset/Nordre stationsområde, 1.027 indbyggere
- Frösunda, 5.602 indbyggere
- Ulriksdal, 649 indbyggere

## Venskabsbyer
Solna er søsterby med Burbank i California, USA, og har fire venskabsbyer og to samarbejdsbyer:
- Gladsaxe, Danmark
- Kalamaria, Grækenland (samarbejdsby)
- Birkala (fi: Pirkkala), Finland
- Ski, Norge
- Valmiera, Letland
- Warszawa, Polen (samarbejdsby)